# Unjha
Unjha es una ciudad de la India situada en el distrito de Mahesana, en el estado de Guyarat. Según el censo de 2011, tiene una población de 57 108 habitantes.

## Geografía
Está ubicada a una altitud de 111 metros sobre el nivel del mar, a unos 85 km por carretera de la capital estatal, Gandhinagar, en la zona horaria UTC +5:30.